# Escambia County (Alabama)
Escambia County je okres na jihu státu Alabama v USA. K roku 2010 zde žilo 38 319 obyvatel. Správním městem okresu je Brewton. Celková rozloha okresu činí 2 468 km². Na jihu sousedí s Floridou.

## Sousední okresy
| Růžice kompasu | Monroe County        | Conecuh County            |                      | Růžice kompasu |
| Růžice kompasu | Baldwin County       | Sever                     | Covington County     | Růžice kompasu |
| Růžice kompasu | Baldwin County       | Escambia County (Alabama) | Covington County     | Růžice kompasu |
| Růžice kompasu | Baldwin County       | Jih                       | Covington County     | Růžice kompasu |
| Růžice kompasu | Escambia County (FL) | Santa Rosa County (FL)    | Okaloosa County (FL) | Růžice kompasu |